# Мечеть Джин
Мечеть Джин (азерб. Cin məscidi) — мечеть, розташована в столиці Азербайджану місті Баку, в межах історичної частини міста Ічері-Шехер.

## Історія
Є історичною мечеттю XIV ст.
Входить до комплексу Палацу Ширваншахів і розташований у нижній частині Східної брами. Будівля була зареєстрована як національна архітектурна пам'ятка за рішенням Кабінету міністрів Азербайджанської Республіки від 2 серпня 2001 № 132.
На фасаді мечеті немає епіграфічні написи, що оповідають про будівництво мечеті. Вважається, що мечеть названа на честь однієї з сур Корану - Аль-Джинн.

## Архітектурні особливості
План мечеті – прямокутний. Мечеть має однокамерну молельну залу з гострокінцевим кам'яним куполом. У богослужбовій залі є декорований міхраб - є округленою на стиках нішу з колонками на краях і конхою з п'яти рядів сталактитів. Дана споруда відноситься до Ширван-Абшеронської школи архітектури.
Головний фасад мечеті є асиметричним, а її жорстка об'ємна композиція наголошується на класичному вході порталу. 